# Вукелићи (Врбовско)
Вукелићи су насељено мјесто града Врбовског, у Горском котару, у Приморско-горанској жупанији, Република Хрватска.

## Географија
Вукелићи се налазе око 10,5 км сјеверозападно од Врбовског.

## Становништво
Према попису становништва из 2011. године, насеље Вукелићи је имало 20 становника.
| Националност       | 1991. | 1981. | 1971. | 1961. |
| Срби               | 22    | 23    | 30    | 28    |
| Југословени        |       | 6     |       | 1     |
| Хрвати             | 1     | 1     |       | 3     |
| остали и непознато | 2     | 1     | 3     |       |
| Укупно             | 25    | 31    | 33    | 32    |

| Демографија | Демографија | Демографија |
| Година      | Становника  | Становника  |
| ----------- | ----------- | ----------- |
| 1961.       | 32          |             |
| 1971.       | 33          |             |
| 1981.       | 31          |             |
| 1991.       | 25          |             |
| 2001.       | 24          |             |
| 2011.       |             | 20          |